# Championnat de Tunisie masculin de volley-ball 1974-1975
Navigation
Saison précédente Saison suivante
Le championnat de Tunisie masculin de volley-ball 1974-1975 est la 20e édition à se tenir depuis 1956. Il est disputé par les dix meilleurs clubs du pays en aller et retour.
L'Avenir sportif de La Marsa reprend son leadership malgré la forte concurrence de la part de l'Espérance sportive de Tunis, reprise en main par Hassine Belkhouja et qui a enregistré le retour de Raouf Bahri et le renfort de Abdelaziz Derbal et Abderrazak Miladi de l'Union sportive des transports de Sfax. L'équipe de Ouael Béhi (entraîneur-joueur) est constituée de Raja Hayder, Ezzeddine Mhedhebi, Naceur Bounattouf, Ridha Badrajeh, Dhaoui, Abdessattar Hammami, Fakhreddine Choukair, Rafik Hayder, Lasrem, Faouzi Choukair, Sahl Mekki et Kais Rostom. En coupe de Tunisie, le Club olympique de Kélibia, qui se spécialise dans cette épreuve, bat l'Espérance sportive de Tunis en finale.
En bas du tableau, la relégation est annulée à la suite de la décision de porter le nombre de clubs de la division nationale à douze. Les deux champions de poules de la division d'honneur sont le Club sportif de Hammam Lif et l'Aigle sportif d'El Haouaria. Au total, 25 équipes seniors participent aux différentes compétitions comme lors de l'exercice précédent. Mais trois clubs ne se sont pas engagés ; l'Union sportive tunisienne, le Wided athlétique de Montfleury et El Baath sportif de Béni Khiar. Trois autres font leur apparition : l'Union sportive de Carthage et l'Avenir sportif de Béja (retour), ainsi que le Club medjezien (nouveau).

## Division nationale
| Rang | Équipe                                | Points | Matchs | Victoires | Défaites | Sets pour | Sets contre |
| 1    | Avenir sportif de La Marsa            | 34     | 18     | 16        | 2        | 52        | 15          |
| 2    | Espérance sportive de Tunis           | 33     | 18     | 15        | 3        | 48        | 21          |
| 3    | Club olympique de Kélibia             | 32     | 18     | 14        | 4        | 49        | 27          |
| 4    | Étoile olympique La Goulette Kram     | 31     | 18     | 13        | 5        | 49        | 23          |
| 5    | Union sportive des transports de Sfax | 29     | 18     | 11        | 7        | 41        | 31          |
| 6    | Saydia Sports                         | 25     | 18     | 7         | 11       | 29        | 37          |
| 7    | Club sportif sfaxien                  | 24     | 18     | 6         | 12       | 28        | 39          |
| 8    | Stade sportif sfaxien                 | 23     | 18     | 5         | 13       | 22        | 42          |
| 9    | Radès Transport Club                  | 19     | 18     | 1         | 17       | 11        | 51          |
| 10   | Zitouna Sports                        | 19     | 18     | 1         | 17       | 9         | 52          |

## Division d'honneur

### Poule A
- Aigle sportif d'El Haouaria : 15 points
- Étoile sportive du Sahel : 14 points
- Association sportive des PTT Sfax : 13 points
- Al Hilal : 9 points
- Club sportif hilalien : 9 points

### Poule B
- Club sportif de Hammam Lif : 20 points
- Club athlétique du gaz : 16 points
- Avenir sportif de Béja : 15 points
- Jendouba Sports : 13 points
- Club medjezien : 12 points
- Club athlétique bizertin : 10 points

## Division 3
- Association sportive des PTT Tunis : 12 points
- Jeunesse sportive kairouanaise : 10 points
- Union sportive de Carthage : 8 points
- Tunis universitaire Club : 6 points